# Szent Pantaleon
Szent Pantaleon (Agiosz Panteleimon; Nikomédia, 275? – Nikomédia, 304) vértanú és gyógyító szent.

## Élete
A kisázsiai Nikomédiában (a mai İzmit) született becslések szerint 275-ben, mások szerint 284-ben. Apja, Eusztorgiosz pogány, míg anyja, Szent Eubula keresztény volt. Apja pogány iskolában taníttatta, majd gyógyítást tanult egy híres nikomédiai orvosnál. Ekkoriban ismerkedett meg a keresztény vallással egy Hermolaosz nevű presbiter által. Panteleimon híre eljutott Diocletianus római császárhoz (284–305) is, aki udvarába hívta a tehetsége révén kitűnő fiatal orvost. Egyszer azonban egy megdöbbentő esemény végleg megváltoztatta az életét. Egy gyermeket látott meg az utcán holtan feküdve, akit a mellette lévő mérges kígyó mart meg. Panteleimon az Úr Jézus Krisztushoz kezdett imádkozni a gyermek feltámadásáért és a mérges kígyó elpusztításáért. Elhatározta, hogy ha imája teljesül, akkor követni fogja Krisztust és megkeresztelkedik. A gyermek feléledt, a kígyó pedig Panteleimon szemei láttára elpusztult. A csodás események után meg is keresztelkedett (Szent Hermolaosz keresztelte meg), annak ellenére, hogy a kereszténység tiltott vallás volt. Nem sokkal később újabb csodás gyógyítást hajtott végre: egy vak öregembernek visszaadta a látását, ezek hatására pogány apja is megkeresztelkedett.
Panteleimon, apja halála után a szenvedőknek, betegeknek, szegényeknek és koldusoknak szentelte az életét. Jézus segítségét kérve ingyen gyógyította az embereket. Híre hamar elterjedt a népek között, és egyre többen keresték fel. A többi orvos irigységből, megvádolta, hogy keresztény foglyokat gyógyított meg. A császár próbálta rávenni, hogy cáfolja meg a vádakat és áldozzon a pogány isteneknek, de ő nem tagadta a vádakat, sőt kereszténynek vallotta magát. A dühös uralkodó nehéz kínzásoknak vettette alá az orvosszentet, de az Úr megjelent neki és erősítette a szenvedésekben. Ezért a sértetlen nagyvértanút a császár parancsára egy fához kötözték és vaskarmokkal tépték a húsát, fáklyákkal égették a testét, majd kerékbe törték, forró ólomba dobták, ezt követően pedig kővel a nyakában a tengerbe vetették. A szent azonban továbbra is sértetlen maradt, és bátran vallotta Krisztust a császár előtt. A császár mérgében azt parancsolta, hogy dobják vadállatok elé a cirkuszban, de azok nem bántották, hanem a lábát nyalogatták, meghunyászkodtak előtte. A dühöngő császár megparancsolta a katonáknak, hogy mindenkit öljenek le, aki Krisztust dicsőítette, a szent nagyvértanút pedig fejezzék le. Egy olajfához kötözték és az egyik katona kardjával rávágott, de a kardja meglágyult, és nem tudta megsebesíteni. A szent imádkozott az Úrhoz, ekkor szózat hallatszott az égből, mely a nevén szólította a szentet és a Mennyek Országába hívta. Ezt hallván a katonák térdre borultak, és a szent bocsánatát kérték. Nem akarták folytatni a kivégzést, de Panteleimon nagyvértanú felszólította őket, hogy teljesítsék a császár parancsát, különben nem részesülhetnek vele együtt a jövendő életben. A katonák könnyek között búcsúztak el a szenttől.
Amikor a vértanút lefejezték, a sebből tej folyt ki. Az olajfa, amelyhez kötötték, halála pillanatában gazdag terméssel telt meg. Sokan a jelenlevők közül hinni kezdtek Krisztusban. A szent testét először el akarták égetni, de sértetlen maradt a tűzben. Végül keresztények temették el szülővárosában (valószínűleg 305-ben).

## Emléke

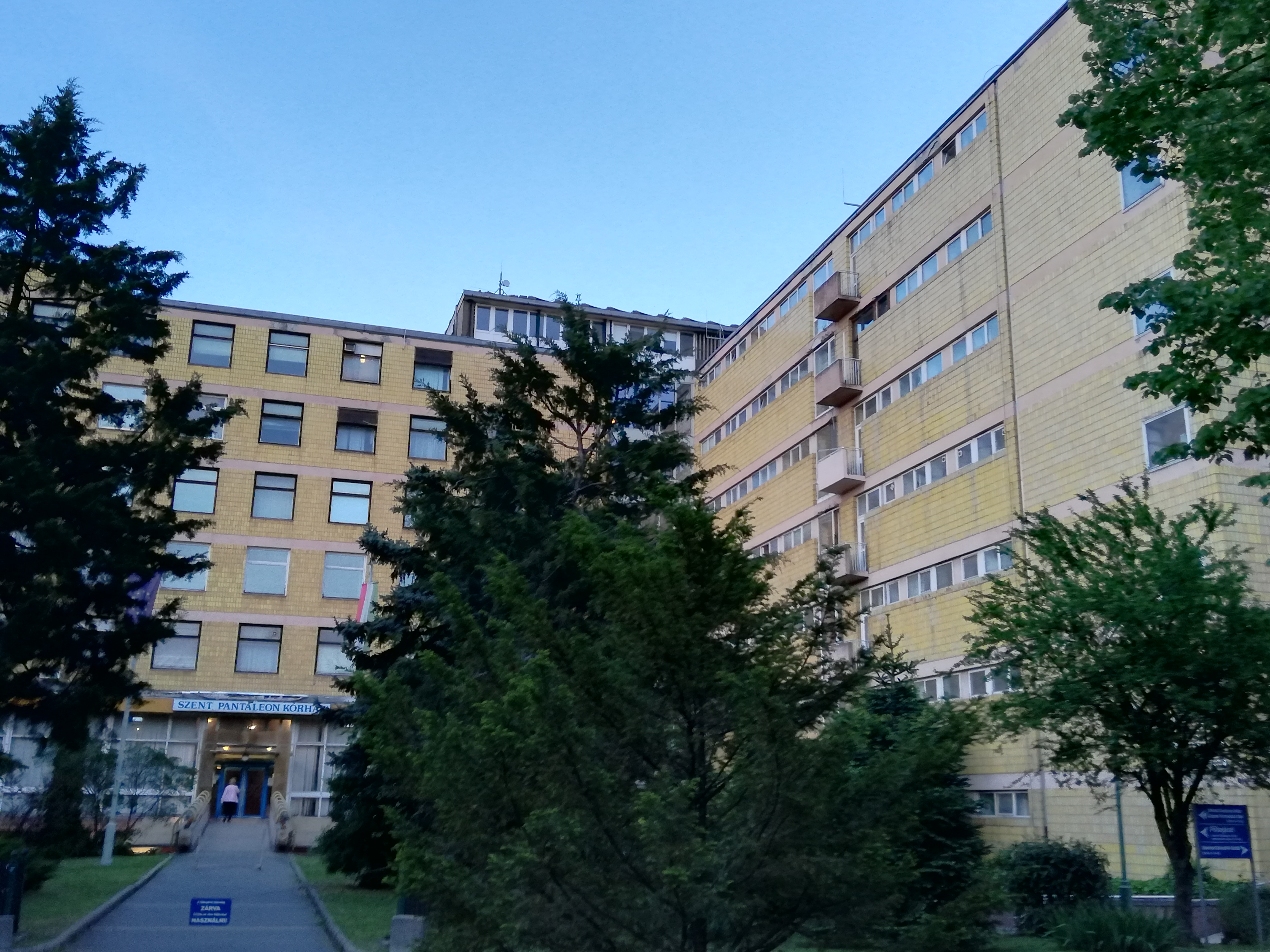
A Szent Pantaleon Kórház Dunaújvárosban

Róla kapta nevét a Szent Pantaleon-apátság, és a mellette fekvő Dunapentele (a mai Dunaújváros). Számos építmény/épület és intézmény Dunaújvárosban, úgymint a Szent Pantaleon Kórház, a Szent Pantaleimon Görögkatolikus Óvoda, Általános Iskola és AMI, a Pentele híd (más néven Dunaújvárosi híd vagy M8-as Duna-híd), a Pentele Áruház. Továbbá a Pentele népdalkör (civil szervezet), a Pentele Természetjáró Egyesület (sportegyesület). Pentelei gombócleves néven még ételt is neveztek el róla. 